# Pardini GT9
La Pardini GT9 es una pistola semiautomática con recámara para cartuchos 9×21mm o 9 × 19 mm Parabellum, según el mercado. Es fabricada por Pardini Arms en Italia, empresa fundada por el ex-tirador de competición Giampiero Pardini y dedicada exclusivamente a la fabricación de armas deportivas.

## Diseño y variantes
La GT9 es una pistola de competición pura con mecanismo de empuje ajustable de acción simple, peso relativamente elevado y eje del ánima bajo. Su recámara está diseñada para el cartucho 9×19 mm Parabellum, o alternativamente para el cartucho 9×21 mm en mercados donde el uso civil del 9×19 mm está restringido. La capacidad del cargador es de 17 cartuchos con cargadores empotrados y de 19 cartuchos con cargadores extendidos.
Todas las pistolas GT tienen un ángulo de empuñadura de 115 grados y una empuñadura alta para un retroceso recto (mínima elevación del cañón). Cada pistola incluye dos cargadores, un resorte recuperador adicional, una bolsa de herramientas, un manual del usuario y un estuche protector rígido y suelen presentarse con corredera cromada o corredera negra. Son pistolas diseñadas para tiro de competencia, por lo que solo se requieren alrededor de 2 libras de fuerza para jalar el gatillo, pues desde sus inicios, la compañía de Pardini tuvo el fin de producir pistolas de competencia.
El GT40 está diseñada para disparar el cartucho .40 S&W e incluye un pozo de cargador de fábrica y cargadores extendidos con capacidad para 17 cartuchos. El GT45 está diseñada para disparar .45 ACP con cargadores de ajuste al ras con capacidad para 13 cartuchos. La versión en calibre .45 se fabrica con cañones de 5 y 6 pulgadas mientras que la versión calibre .40 solo se fabrica en versión de 5 pulgadas.

## Cultura popular
La Pardini GT9 es mencionada en la novela Ángeles y demonios de Dan Brown, siendo esta el arma que utiliza la Guardia Suiza y con la cual Robert Langdon le dispara al asesino el el pie.